# Art copte

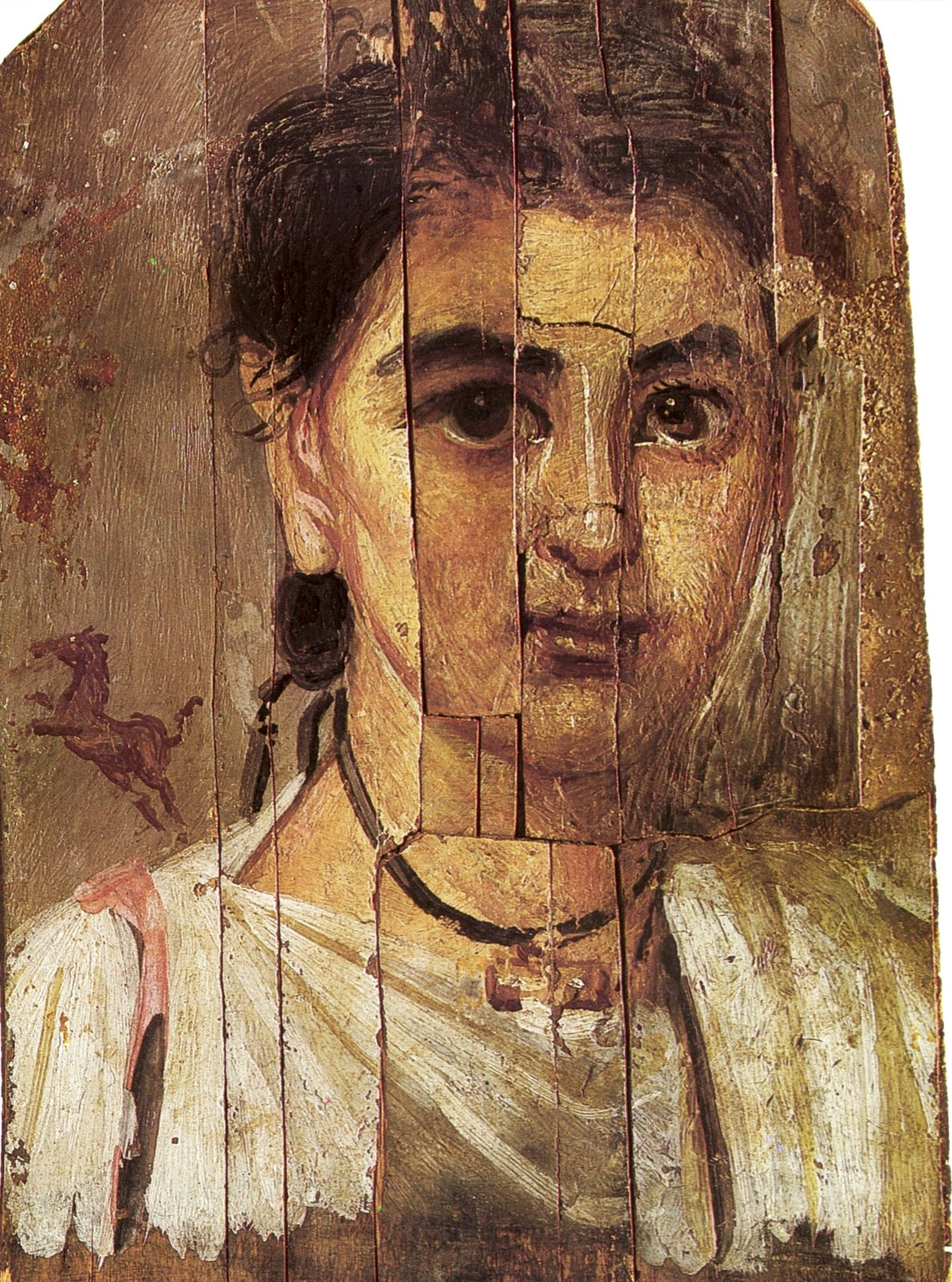
Jove d'el Faium,, Varsòvia. Encàustica sobre fusta.

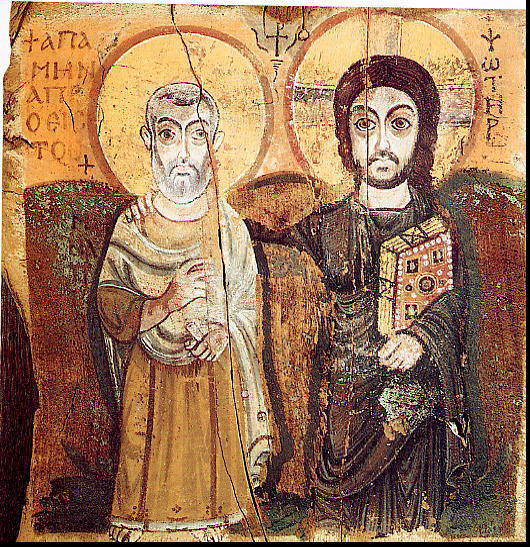
Crist i sant Mennas. Icona copta del d'Egipte (Museu del Louvre).

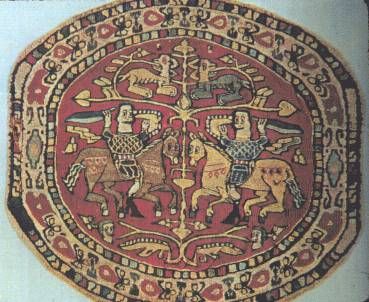
Llana sobre llí,, Siria o Egipte. Museu Cooper Union.

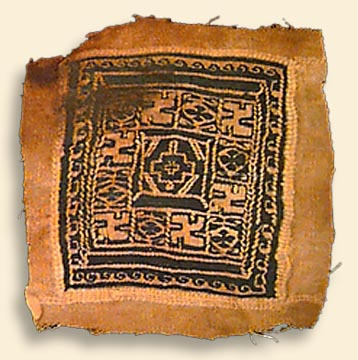
Ornament de Tunísia, tapisseria en llana,. Col·lecció de l'Acadèmia de les Ciències de Califòrnia.

L'art copte és un terme per referir-se a l'art egipci produït en l'era paleocristiana o a l'art produït pròpiament pels coptes.
És conegut especialment pels seus frescs, tèxtils, miniatures i treballs en metall, molts dels quals es conserven en monestirs i esglésies. L'artesania és sovint funcional, ja que eren poques les diferències entre artista i artesà, i inclou túniques, làpides i retrats de sants. El museu copte del Caire, alberga alguns dels exemples més importants d'art i iconografia copta.

## Orígens
L'art copte mostra una barreja d'influències natives egípcies i hel·lenístiques. Els símbols i temes van ser presos tant de la mitologia grega com de l'egípcia, sovint alterades per complir amb les creences cristianes. En menor mida, Pèrsia i Síria van influir també, amb motius com els grius i el paó.

## Iconografia
Les icones coptes es van originar a l'antiguitat grega i egípcia, com es veu en els retrats d'el Faium. Les cares de Faium són exemples d'art copte del segle ii, amb influències hel·lenístiques i romanes, però amb alguns detalls distintius de l'art egipci.
La conquesta àrab d'Egipte al segle vii, va permetre a l'art copte influir en l'art i arquitectura de l'Islam, amb formes que després serien integrades i difoses per aquesta cultura. A inicis del segle iv, els frescs en les parets dels temples i la iconografia constituïen una autèntica expressió de la fe cristiana. Les imatges dels sants mostren ulls i orelles grans amb relació a la resta de la cara, i boques petites. El conjunt de la figura presenta a més a més caps engrandits, reflectint una major espiritualitat. Els rostres dels màrtirs es mostraven serens.
Molts artistes coptes no signaven les seves obres, però els principals que es coneixen inclouen a sant Lluc, que es creu va ser el primer iconògraf, i dos papes coptes, Macari I (patriarcat:931-950) i Gabriel III (patriarcat:1261-1263).
A partir de mitjan segle xviii, la icona en la pintura va gaudir d'un renaixement a Egipte i una vegada més va ser molt popular. Un dels artistes més famosos va ser Yuhanna al-Armani les obres del qual es destaquen per l'ús de tècniques més desenvolupades i una construcció nova -per exemple, utilitzar un conjunt d'icones per contar una única història -.

## Influència
La incorporació d'elements de l'art i arquitectura coptes a l'islam va començar ja en el segle VII.
Com l'Església d'Alexandria va ser la primera de l'Àfrica, les influències coptes es van difondre al Sudan i Etiòpia. Algunes formes de la creu copta es coneixen com a «creu etiòpica» i moltes esglésies d'aquests països mostren la influència copta. A la fi del segle quart, Abu Mena, el santuari de sant Mennas era un lloc de peregrinació significativa per als cristians que cercaven la curació i d'altres miracles. Un tipus particular de flascons petits en terracota era venut a pelegrins com a recipients per a aigua beneita o oli sant, que es troben per tot el Mediterrani Occidental, que datan aproximadament des d'un segle i mig abans de la conquesta musulmana. Estan impreses amb imatges del sant que han resultat d'importància en l'estudi de la influència iconogràfica copta a l'oest de l'art medieval.

## Tèxtils
Es conserven molts exemples de tèxtils coptes, gràcies al costum d'incloure'ls en l'aixovar fúnebre i a la sequedat de les tombes egípcies. Es tracta de teixits de llana o lli, en colors vermell, blau, groc, verd, porpra, negre i marró, obtinguts a partir de rubia, anyil autèntic, herba del pastell, safrà, porpra i carmí de la cotxinilla del nopal. Els primers telers eren horitzontals, i amb el temps es van introduir els verticals. La peça de roba bàsica era la túnica, que va passar a ser la dalmàtica. Algunes es teixien d'una peça, i se les decorava amb «clavi», decoració importada de Roma. Alguns bells exemples de tèxtils s'exhibeixen en museus de tot el món, i la més gran col·lecció es troba en el Museu Copte del Caire.
Desenes de milers d'acolorits fragments formen part de la col·lecció de molts museus, especialment després de 1889, quan l'arqueòleg francès Albert Gayet va publicar un catàleg d'art copte, i en el Museu d'Antiguitats Egípcies es va realitzar la primera exposició de monuments coptes.

## Art copte modern
A l'art copte modern se'l coneix com a «escola neocopta». En els últims segles el principal mitjà expressiu han estat les icones, que van preservar els aspectes més tradicionals. Les icones coptes se'n relacionen més amb la veritat religiosa i la bellesa que amb el realisme, la idea de profunditat o perspectiva. Igual que en la tradició romana d'Orient, les figures es mostren frontalment, mirant l'observador. En l'època contemporània les icones coptes no s'exhibeixen únicament en esglésies, sinó també en les llars i altars privats d'oració.
Durant el mandat del Patriarca Copte d'Alexandria Ciril VI, l'aparició de pintors coptes com Isaac Fanous, al costat de la reactivació de l'art copte, van impulsar el desenvolupament de l'Escola neocopta contemporània. Això portaria, finalment, al desenvolupament d'un estil que es convertiria en la nova cara de la iconografia copta en la meitat del segle xx.